# Il verificatore
Il verificatore è un film italiano del 1995 diretto da Stefano Incerti.

## Trama
Controllore dell'azienda del gas a Napoli, Crescenzio è un giovane marcantonio che si consuma d'amore per la timida Giuliana, alle dipendenze di un trucido anziano. L'infelicità gli dà la forza di compiere un gesto radicale.

## Premi
Ha vinto sei premi tra cui un David di Donatello, una Grolla d'oro e un Globo d'oro.